# Blizhni (Krasnodar)
Blizhni (en ruso: Ближний) es un posiólok del raión de Leningrádskaya del krai de Krasnodar, en Rusia. Está situado 20 km al oeste de Leningrádskaya y 130 km al norte de Krasnodar, la capital del krai. Tenía 276 habitantes en 2010.
Pertenece al municipio Novoúmanskoye.